# Atanyjoppa violaceipennis
Atanyjoppa violaceipennis är en stekelart som först beskrevs av Cameron 1902.  Atanyjoppa violaceipennis ingår i släktet Atanyjoppa och familjen brokparasitsteklar. Inga underarter finns listade.